# BRC Racing Team
Il BRC Racing Team è una scuderia automobilistica italiana, con sede a Cherasco, fondata da Mariano Costamagna. Nata come reparto corse della BRC Gas Equipment, azienda specializzata nella produzione di sistemi per auto a combustibili alternativi, è legata dal 2017 alla Hyundai, per la quale svolge il ruolo di scuderia semiufficiale in diverse competizioni turismo e rally. Attualmente compete nel TCR World Tour e nel campionato europeo rally.

## Storia
Fondata nel 2009, la scuderia ha debuttato nel campionato spagnolo endurance con una Nissan 350Z. Successivamente si è occupata dell'organizzazione della Green Hybrid Cup (poi diventata campionato italiano energie alternative) dal 2011 al 2016.
Nel 2014 la scuderia ha debuttato nel campionato italiano rally con una Ford Fiesta R5 alimentata a GPL, alla guida della quale è stato ingaggiato Giandomenico Basso. Il pilota veneto ha disputato un'ottima stagione, ottenendo due vittorie al Rally del Ciocco e al Rally di Sardegna e classificandosi al secondo posto in classifica generale, a pari punti con il vincitore Paolo Andreucci. Per il 2015 sono stati confermati vettura e pilota; è stata inoltre schierata Suzuki Swift con specifiche R1 affidata al team principal Massimiliano Fissore. In questa stagione Basso, nonostante nessuna vittoria ottenuta, si è nuovamente classificato al secondo posto generale. Anche per il 2016 è stato riconfermato il due volte vice campione a bordo della Fiesta alimentata a GPL; dal Rally dell'Adriatico è stata inoltre iscritta una seconda vettura, affidata a Simone Campedelli. Accanto a loro è stata inoltre confermata l'iscrizione della Suzuki Swift R1, affidata a Lisa Meggiarin. Al suo terzo anno con i colori BRC, Basso è finalmente riuscito ad aggiudicarsi il titolo assoluto, mentre Campedelli si è classificato al quarto posto. Il 2017 ha visto una serie di importanti novità per la scuderia italiana, che, nell'ambito della nuova collaborazione con la Hyundai, ha annunciato il cambio di vettura, acquistando una nuova Hyundai i20 R5 ed il passaggio al Tour European Rally, confermando comunque Basso. Contemporaneamente ha continuato il suo programma nel CIR, annunciando il supporto tecnico alla Orange1 Racing, scuderia di Campedelli. Anche questa stagione è stata ricca di successi, con Basso che si è aggiudicato il titolo assoluto nel Tour European Rally e Campedelli che si è classificato terzo nel CIR. Nel 2018 la scuderia ha cambiato nuovamente campionato, annunciando un programma parziale nel campionato del mondo rally e nel campionato europeo rally con la sua Hyundai i20, alla guida della quale è stato ingaggiato il francese Pierre-Louis Loubet.
Nel 2017 la scuderia ha stretto un importante accordo con la Hyundai, che la ha vista diventare partner ufficiale del costruttore sudcoreano nello sviluppo di diverse vetture da corsa destinate a essere vendute a team privati. Oltre alla già menzionata Hyundai i20 con specifiche R5 destinata ai rally, la scuderia italiana ha anche contribuito allo sviluppo di una versione con specifiche TCR della Hyundai i30, destinata invece alle gare su pista. Nel 2017 il team ha disputato diversi eventi in varie competizioni TCR per favorire lo sviluppo della vettura, alla guida della quale si sono alternati il collaudatore ufficiale Hyundai Gabriele Tarquini e altri volti noti nel mondo del turismo come Alain Menu e Antti Buri. Visti gli ottimi risultati ottenuti durante questa fase, nel 2018 la BRC ha rinnovato il suo accordo con la Hyundai, diventando il suo team cliente di riferimento nella neonata coppa del mondo turismo, la massima competizione per vetture turismo. Grazie al supporto del costruttore sudcoreano, la scuderia ha potuto iscrivere due vetture al campionato, alla guida delle quali sono stati ingaggiati lo stesso Tarquini e l'ex pilota ufficiale Honda Norbert Michelisz. Grazie all'estrema competitività sia delle sue vetture che dei suoi piloti, la scuderia è riuscita fin da subito a imporsi ai vertici del campionato, aggiudicandosi due gare su tre nel solo weekend inaugurale. Al termine della stagione le gare vinte saranno ben sei (cinque per Tarquini e una per Michelisz), che permetteranno al pilota italiano di aggiudicarsi il titolo piloti e alla scuderia di chiudere al secondo posto nella classifica scuderie.

## Risultati

### TCR International Series
| Anno | Vettura           | Pilota            | 1     | 2     | 3     | 4     | 5     | 6     | 7     | 8     | 9     | 10    | 11    | 12    | 13    | 14    | 15    | 16    | 17       | 18      | 19        | 20      | PP | Punti | PS | Punti |
| ---- | ----------------- | ----------------- | ----- | ----- | ----- | ----- | ----- | ----- | ----- | ----- | ----- | ----- | ----- | ----- | ----- | ----- | ----- | ----- | -------- | ------- | --------- | ------- | -- | ----- | -- | ----- |
| 2017 | Hyundai i30 N TCR | Gabriele Tarquini | GEO 1 | GEO 2 | BHR 1 | BHR 2 | BEL 1 | BEL 2 | ITA 1 | ITA 2 | AUT 1 | AUT 2 | UNG 1 | UNG 2 | GER 1 | GER 2 | THA 1 | THA 2 | CIN 1    | CIN 2 6 | EAU 1 15† | EAU 2 9 | —  | —     | —  | —     |
| 2017 | Hyundai i30 N TCR | Alain Menu        | GEO 1 | GEO 2 | BHR 1 | BHR 2 | BEL 1 | BEL 2 | ITA 1 | ITA 2 | AUT 1 | AUT 2 | UNG 1 | UNG 2 | GER 1 | GER 2 | THA 1 | THA 2 | CIN 1 12 | CIN 2 4 | EAU 1 Rit | EAU 2 5 | —  | —     | —  | —     |

### Coppa del mondo turismo
| Anno | Vettura               | Pilota            | 1         | 2         | 3         | 4        | 5         | 6         | 7         | 8         | 9         | 10        | 11       | 12        | 13        | 14       | 15        | 16        | 17        | 18        | 19        | 20        | 21        | 22        | 23       | 24       | 25       | 26        | 27        | 28       | 29        | 30        | PP  | Punti | PS | Punti |
| ---- | --------------------- | ----------------- | --------- | --------- | --------- | -------- | --------- | --------- | --------- | --------- | --------- | --------- | -------- | --------- | --------- | -------- | --------- | --------- | --------- | --------- | --------- | --------- | --------- | --------- | -------- | -------- | -------- | --------- | --------- | -------- | --------- | --------- | --- | ----- | -- | ----- |
| 2018 | Hyundai i30 N TCR     | Norbert Michelisz | MAR 1 Rit | MAR 2 7   | MAR 3 5   | UNG 1 3  | UNG 2 6   | UNG 3 2   | GER 1 4   | GER 2 5   | GER 3 Rit | OLA 1 Rit | OLA 2 23 | OLA 3 22† | POR 1 Rit | POR 2 5  | POR 3     | SVC 1 23† | SVC 2 6   | SVC 3 1   | NIN 1 Rit | NIN 2 11  | NIN 3 5   | WUH 1 Rit | WUH 2 14 | WUH 3 14 | GPN 1 11 | GPN 2 3   | GPN 3 9   | MAC 1 5  | MAC 2 Rit | MAC 3     | 4°  | 246   | 2° | 559   |
| 2018 | Hyundai i30 N TCR     | Gabriele Tarquini | MAR 1     | MAR 2 19† | MAR 3 1   | UNG 1 6  | UNG 2 4   | UNG 3 1   | GER 1 Rit | GER 2 Rit | GER 3 NP  | OLA 1 Rit | OLA 2 19 | OLA 3 18  | POR 1 4   | POR 2 9  | POR 3 2   | SVC 1 3   | SVC 2 1   | SVC 3 Rit | NIN 1 4   | NIN 2 Rit | NIN 3 2   | WUH 1 17  | WUH 2 NC | WUH 3 13 | GPN 1 8  | GPN 2 5   | GPN 3 1   | MAC 1 4  | MAC 2 Rit | MAC 3 10  | 1°  | 306   | 2° | 559   |
| 2019 | Hyundai i30 N TCR     | Norbert Michelisz | MAR 1 11  | MAR 2 12  | MAR 3 8   | UNG 1 10 | UNG 2 Rit | UNG 3 2   | SVC 1 3   | SVC 2 6   | SVC 3 2   | OLA 1 Rit | OLA 2 7  | OLA 3     | GER 1     | GER 2 7  | GER 3 Rit | POR 1     | POR 2 Rit | POR 3 10  | CIN 1 4   | CIN 2 1   | CIN 3 Rit | GPN 1 13  | GPN 2 1  | GPN 3 9  | MAC 1 2  | MAC 2 10  | MAC 3 12  | MAL 1    | MAL 2 8   | MAL 3 4   | 1°  | 372   | 2° | 594   |
| 2019 | Hyundai i30 N TCR     | Gabriele Tarquini | MAR 1 4   | MAR 2 1   | MAR 3 5   | UNG 1 13 | UNG 2 17  | UNG 3 1   | SVC 1 6   | SVC 2 19  | SVC 3 9   | OLA 1 20  | OLA 2 13 | OLA 3 9   | GER 1 Rit | GER 2 23 | GER 3 5   | POR 1 Rit | POR 2 Rit | POR 3 15  | CIN 1 Rit | CIN 2     | CIN 3     | GPN 1 7   | GPN 2 3  | GPN 3 6  | MAC 1 9  | MAC 2 11  | MAC 3 Rit | MAL 1 3  | MAL 2 26  | MAL 3 18  | 8°  | 222   | 2° | 594   |
| 2019 | Hyundai i30 N TCR     | Nicky Catsburg    | MAR 1 10  | MAR 2 Rit | MAR 3 NP  | UNG 1 23 | UNG 2 10  | UNG 3 9   | SVC 1 7   | SVC 2 4   | SVC 3 12  | OLA 1 10  | OLA 2 4  | OLA 3 11  | GER 1 9   | GER 2 SQ | GER 3 8   | POR 1 5   | POR 2 5   | POR 3 Rit | CIN 1 5   | CIN 2 15  | CIN 3 Rit | GPN 1 23  | GPN 2 18 | GPN 3 11 | MAC 1 10 | MAC 2 12  | MAC 3 5   | MAL 1 9  | MAL 2 Rit | MAL 3 SQ  | 13° | 166   | 6° | 310   |
| 2019 | Hyundai i30 N TCR     | Augusto Farfus    | MAR 1 13  | MAR 2 11  | MAR 3 Rit | UNG 1 9  | UNG 2 9   | UNG 3 8   | SVC 1 5   | SVC 2 21  | SVC 3 7   | OLA 1 Rit | OLA 2 6  | OLA 3 4   | GER 1 8   | GER 2 3  | GER 3 Rit | POR 1 3   | POR 2 Rit | POR 3 Rit | CIN 1 7   | CIN 2 Rit | CIN 3 4   | GPN 1 15  | GPN 2 21 | GPN 3 16 | MAC 1    | MAC 2     | MAC 3     | MAL 1 28 | MAL 2 19  | MAL 3 Rit | 15° | 142   | 6° | 310   |
| 2019 | Hyundai i30 N TCR     | Luca Engstler     | MAR 1     | MAR 2     | MAR 3     | UNG 1    | UNG 2     | UNG 3     | SVC 1 10  | SVC 2 Rit | SVC 3 10  | OLA 1     | OLA 2    | OLA 3     | GER 1     | GER 2    | GER 3     | POR 1     | POR 2     | POR 3     | CIN 1     | CIN 2     | CIN 3     | GPN 1     | GPN 2    | GPN 3    | MAC 1 16 | MAC 2 Rit | MAC 3 14  | MAL 1    | MAL 2     | MAL 3     | 28° | 2     | 6° | 310   |
| 2020 | Hyundai i30 N TCR     | Norbert Michelisz | BEL 1 11  | BEL 2 8   | GER 1 NP  | GER 2 NP | SVC 1 10  | SVC 2 6   | SVC 3 10  | UNG 1 21  | UNG 2 5   | UNG 3 10  | SPA 1 6  | SPA 2 15  | SPA 3 16  | ARA 1 16 | ARA 2 5   | ARA 3 7   |           |           |           |           |           |           |          |          |          |           |           |          |           |           | 13° | 93    | 7° | 172   |
| 2020 | Hyundai i30 N TCR     | Gabriele Tarquini | BEL 1 15  | BEL 2 15  | GER 1 NP  | GER 2 NP | SVC 1 2   | SVC 2 Rit | SVC 3 Rit | UNG 1 NC  | UNG 2 18  | UNG 3 7   | SPA 1 5  | SPA 2 5   | SPA 3     | ARA 1 15 | ARA 2 Rit | ARA 3 13  |           |           |           |           |           |           |          |          |          |           |           |          |           |           | 14° | 79    | 7° | 172   |
| 2021 | Hyundai Elantra N TCR | Norbert Michelisz | GER 1 5   | GER 2 Rit | POR 1 Rit | POR 2 3  | SPA 1 7   | SPA 2 NC  | UNG 1 6   | UNG 2 14  | CEC 1 15  | CEC 2 1   | FRA 1 7  | FRA 2 6   | ITA 1 4   | ITA 2 7  | RUS 1 12  | RUS 2 8   |           |           |           |           |           |           |          |          |          |           |           |          |           |           | 8º  | 146   | 6° | 280   |
| 2021 | Hyundai Elantra N TCR | Gabriele Tarquini | GER 1 6   | GER 2 Rit | POR 1 Rit | POR 2 4  | SPA 1     | SPA 2 6   | UNG 1 12  | UNG 2 Rit | CEC 1 10  | CEC 2 Rit | FRA 1 3  | FRA 2 8   | ITA 1 9   | ITA 2 5  | RUS 1 14  | RUS 2 Rit |           |           |           |           |           |           |          |          |          |           |           |          |           |           | 12º | 114   | 6° | 280   |
| 2022 | Hyundai Elantra N TCR | Mikel Azcona      | FRA 1 6   | FRA 2 1   | GER 1 C   | GER 2 C  | UNG 1     | UNG 2 8   | SPA 1 2   | SPA 2 1   | POR 1 8   | POR 2 3   | ITA 1 2  | ITA 2 3   | ALS 1 3   | ALS 2 3  | BHR 1     | BHR 2 4   | SAU 1 6   | SAU 2 3   |           |           |           |           |          |          |          |           |           |          |           |           | 1°  | 337   | 1° | 559   |
| 2022 | Hyundai Elantra N TCR | Norbert Michelisz | FRA 1 9   | FRA 2 Rit | GER 1 C   | GER 2 C  | UNG 1 12  | UNG 2 4   | SPA 1 6   | SPA 2 Rit | POR 1 4   | POR 2 5   | ITA 1 4  | ITA 2 4   | ALS 1 4   | ALS 2 4  | BHR 1 2   | BHR 2 1   | SAU 1 2   | SAU 2 4   |           |           |           |           |          |          |          |           |           |          |           |           | 4º  | 222   | 1° | 559   |

### TCR World Tour
| Anno | Vettura               | Pilota            | 1       | 2       | 3        | 4       | 5       | 6       | 7       | 8        | 9       | 10      | 11      | 12        | 13      | 14       | 15      | 16        | 17       | 18        | 19      | 20      | PP | Punti | PS | Punti |
| ---- | --------------------- | ----------------- | ------- | ------- | -------- | ------- | ------- | ------- | ------- | -------- | ------- | ------- | ------- | --------- | ------- | -------- | ------- | --------- | -------- | --------- | ------- | ------- | -- | ----- | -- | ----- |
| 2023 | Hyundai Elantra N TCR | Norbert Michelisz | POR 1   | POR 2 8 | SPA 1 8  | SPA 2   | VAL 1   | VAL 2 4 | UNG 1 6 | UNG 2 19 | ELP 1 6 | ELP 2 7 | VIL 1 2 | VIL 2 4   | SYD 1 8 | SYD 2 4  | SYD 3 2 | BAT 1 10  | BAT 2 1  | BAT 3 5   | MAC 1   | MAC 2 8 | 1° | 440   | 3° | 805   |
| 2023 | Hyundai Elantra N TCR | Mikel Azcona      | POR 1 2 | POR 2 4 | SPA 1 16 | SPA 2 8 | VAL 1 2 | VAL 2 5 | UNG 1 3 | UNG 2 4  | ELP 1 8 | ELP 2   | VIL 1   | VIL 2 Rit | SYD 1 3 | SYD 2 19 | SYD 3 6 | BAT 1 Rit | BAT 2 10 | BAT 3 Rit | MAC 1 4 | MAC 2 9 | 5° | 341   | 3° | 805   |

### TCR Italy Touring Car Championship
| Anno | Vettura             | Pilota               | 1        | 2         | 3         | 4       | 5         | 6        | 7         | 8        | 9         | 10       | 11      | 12       | 13       | 14        | PP  | Punti |
| ---- | ------------------- | -------------------- | -------- | --------- | --------- | ------- | --------- | -------- | --------- | -------- | --------- | -------- | ------- | -------- | -------- | --------- | --- | ----- |
| 2015 | SEAT León Supercopa | Mariano Costamagna   | MNZ 1    | MNZ 2     | MAG 1     | MAG 2   | IMO 1     | IMO 2    | PER 1 9   | PER 2 8  | VAL 1 7   | VAL 2 NP | MIS 1   | MIS 2    | MUG 1    | MUG 2     | 13° | 15    |
| 2015 | SEAT León Supercopa | Gianluigi Ghione     | MNZ 1    | MNZ 2     | MAG 1     | MAG 2   | IMO 1     | IMO 2    | PER 1 9   | PER 2 8  | VAL 1     | VAL 2    | MIS 1   | MIS 2    | MUG 1    | MUG 2     | 19° | 7     |
| 2015 | SEAT León Supercopa | Massimiliano Fissore | MNZ 1    | MNZ 2     | MAG 1     | MAG 2   | IMO 1     | IMO 2    | PER 1     | PER 2    | VAL 1 7   | VAL 2 NP | MIS 1   | MIS 2    | MUG 1    | MUG 2     | 17° | 8     |
| 2016 | SEAT León Cup Racer | Alberto Viberti      | ADR 1 2  | ADR 2     | MIS 1 Rit | MIS 2 1 | MAG 1 5   | MAG 2    | MUG 1 2   | MUG 2 1  | VAL 1 2   | VAL 2    | IMO 1   | IMO 2 1  | MNZ 1    | MNZ 2     | 2°  | 140   |
| 2016 | SEAT León Cup Racer | Marco Costamagna     | ADR 1 8  | ADR 2 3   | MIS 1 5   | MIS 2 6 | MAG 1     | MAG 2    | MUG 1 7   | MUG 2 5  | VAL 1     | VAL 2    | IMO 1 5 | IMO 2 14 | MNZ 1    | MNZ 2     | 6°  | 48    |
| 2016 | SEAT León Cup Racer | Mariano Costamagna   | ADR 1    | ADR 2     | MIS 1     | MIS 2   | MAG 1     | MAG 2    | MUG 1 Rit | MUG 2 NP | VAL 1 5   | VAL 2 5  | IMO 1   | IMO 2    | MNZ 1 12 | MNZ 2 7   | 11° | 25    |
| 2016 | SEAT León Cup Racer | Gianluigi Ghione     | ADR 1    | ADR 2     | MIS 1     | MIS 2   | MAG 1 8   | MAG 2 4  | MUG 1     | MUG 2    | VAL 1 Rit | VAL 2 4  | IMO 1   | IMO 2    | MNZ 1    | MNZ 2     | 16° | 19    |
| 2016 | SEAT León Cup Racer | Alberto Biraghi      | ADR 1    | ADR 2     | MIS 1     | MIS 2   | MAG 1 4   | MAG 2 5  | MUG 1     | MUG 2    | VAL 1     | VAL 2    | IMO 1   | IMO 2    | MNZ 1    | MNZ 2     | 17° | 15    |
| 2018 | Hyundai i30 N TCR   | Eric Scalvini        | IMO 1 20 | IMO 2 23† | PRI 1 2   | PRI 2 7 | MIS 1 4   | MIS 2 10 | MUG 1 3   | MUG 2 9  | IMO 1 NP  | IMO 2 NP | VAL 1 3 | VAL 2 12 | MNZ 1 2  | MNZ 2 15† | 6°  | 69    |
| 2018 | Hyundai i30 N TCR   | Federico Paolino     | IMO 1 16 | IMO 2 11  | PRI 1 7   | PRI 2   | MIS 1 Rit | MIS 2 12 | MUG 1 8   | MUG 2 7  | IMO 1 Rit | IMO 2 9  | VAL 1 9 | VAL 2 3  | MNZ 1 17 | MNZ 2 Rit | 12° | 34,5  |

### TCR Europe Touring Car Series
| Anno | Vettura           | Pilota       | 1        | 2         | 3         | 4        | 5         | 6        | 7       | 8         | 9        | 10       | 11        | 12        | 13        | 14       | PP  | Punti | PS  | Punti |
| ---- | ----------------- | ------------ | -------- | --------- | --------- | -------- | --------- | -------- | ------- | --------- | -------- | -------- | --------- | --------- | --------- | -------- | --- | ----- | --- | ----- |
| 2019 | Hyundai i30 N TCR | Luca Filippi | HUN 1 11 | HUN 2 Rit | HOC 1 Rit | HOC 2 12 | SPA 1 15  | SPA 2 8  | RBR 1 2 | RBR 2 21† | OSC 1 7  | OSC 2 11 | CAT 1 28† | CAT 2 25  | MNZ 1 Rit | MNZ 2 11 | 16° | 108   | 12° | 125   |
| 2020 | Hyundai i30 N TCR | Maťo Homola  | LEC 1 8  | LEC 2 12  | ZOL 1 3   | ZOL 2 8  | MNZ 1 17† | MNZ 2 3  | CAT 1 4 | CAT 2 20  | SPA 1 15 | SPA 2 12 | JAR 1 3   | JAR 2 11  |           |          | 7°  | 204   | 3°  | 423   |
| 2020 | Hyundai i30 N TCR | Dániel Nagy  | LEC 1 11 | LEC 2 10  | ZOL 1 4   | ZOL 2 3  | MNZ 1 6   | MNZ 2 13 | CAT 1 6 | CAT 2 5   | SPA 1 17 | SPA 2 6  | JAR 1 7   | JAR 2 20† |           |          | 8°  | 202   | 3°  | 423   |

### Campionato italiano rally
| Anno | Vettura        | Pilota             | 1       | 2       | 3     | 4      | 5     | 6     | 7     | 8     | PP | Punti |
| ---- | -------------- | ------------------ | ------- | ------- | ----- | ------ | ----- | ----- | ----- | ----- | -- | ----- |
| 2014 | Ford Fiesta R5 | Giandomenico Basso | CIO 1   | SAN Rit | TFL 2 | SRD 1  | SMR 2 | AAP 2 | ADR 2 | DVL 2 | 2° | 90    |
| 2015 | Ford Fiesta R5 | Giandomenico Basso | CIO Rit | SAN 2   | ADR 3 | TFL NC | SMR 3 | AAP 3 | RCT 2 | DVL 2 | 2° | 66    |
| 2016 | Ford Fiesta R5 | Giandomenico Basso | CIO 2   | SAN 4   | TFL 3 | ADR 4  | SMR 1 | AAP 1 | RCT 3 | DVL 3 | 1° | 95,5  |
| 2016 | Ford Fiesta R5 | Simone Campedelli  | CIO     | SAN 3   | TFL   | ADR 2  | SMR 2 | AAP 3 | RCT 4 | DVL 2 | 4° | 62    |

### Tour European Rally
| Anno | Vettura        | Pilota             | 1     | 2     | 3     | 4     | 5     | 6   | PP | Punti |
| ---- | -------------- | ------------------ | ----- | ----- | ----- | ----- | ----- | --- | -- | ----- |
| 2017 | Hyundai i20 R5 | Giandomenico Basso | ROM 1 | BEL 2 | POR 2 | AUT 1 | SVI 1 | ITA | 1° | 139   |

### Campionato del mondo rally-2
| Anno | Vettura        | Pilota              | 1       | 2   | 3   | 4     | 5   | 6     | 7       | 8     | 9       | 10  | 11      | 12    | 13  | PP  | Punti | PS  | Punti |
| ---- | -------------- | ------------------- | ------- | --- | --- | ----- | --- | ----- | ------- | ----- | ------- | --- | ------- | ----- | --- | --- | ----- | --- | ----- |
| 2016 | Ford Fiesta R5 | Robert Kubica       | MON Rit | SVE | MES | ARG   | POR | ITA   | POL     | FIN   | GER     | FRA | SPA     | GBR   | AUS | NC  | 0     | NC  | 0     |
| 2017 | Ford Fiesta R5 | Giandomenico Basso  | MON Rit | SVE | MES | FRA   | ARG | POR   | ITA     | POL   | FIN     | GER | SPA     | GBR   | AUS | NC  | 0     | NC  | 0     |
| 2018 | Hyundai i20 R5 | Pierre-Louis Loubet | MON     | SVE | MES | FRA 6 | ARG | POR 4 | ITA Rit | FIN 5 | GER Rit | TUR | GBR Rit | SPA 7 | AUS | 11° | 36    | 10° | 46    |

### Campionato europeo rally
| Anno | Vettura        | Pilota              | 1      | 2       | 3   | 4   | 5   | 6   | 7     | 8   | PP  | Punti | PS  | Punti |
| ---- | -------------- | ------------------- | ------ | ------- | --- | --- | --- | --- | ----- | --- | --- | ----- | --- | ----- |
| 2018 | Hyundai i20 R5 | Pierre-Louis Loubet | POR 34 | SPA Rit | GRE | CIP | ITA | CEC | POL   | LET | 33° | 6     | 14° | 25    |
| 2018 | Hyundai i20 R5 | Jari Huttunen       | POR    | SPA     | GRE | CIP | ITA | CEC | POL 2 | LET | 12° | 31    | 14° | 25    |